# 卡利甘达基峡谷

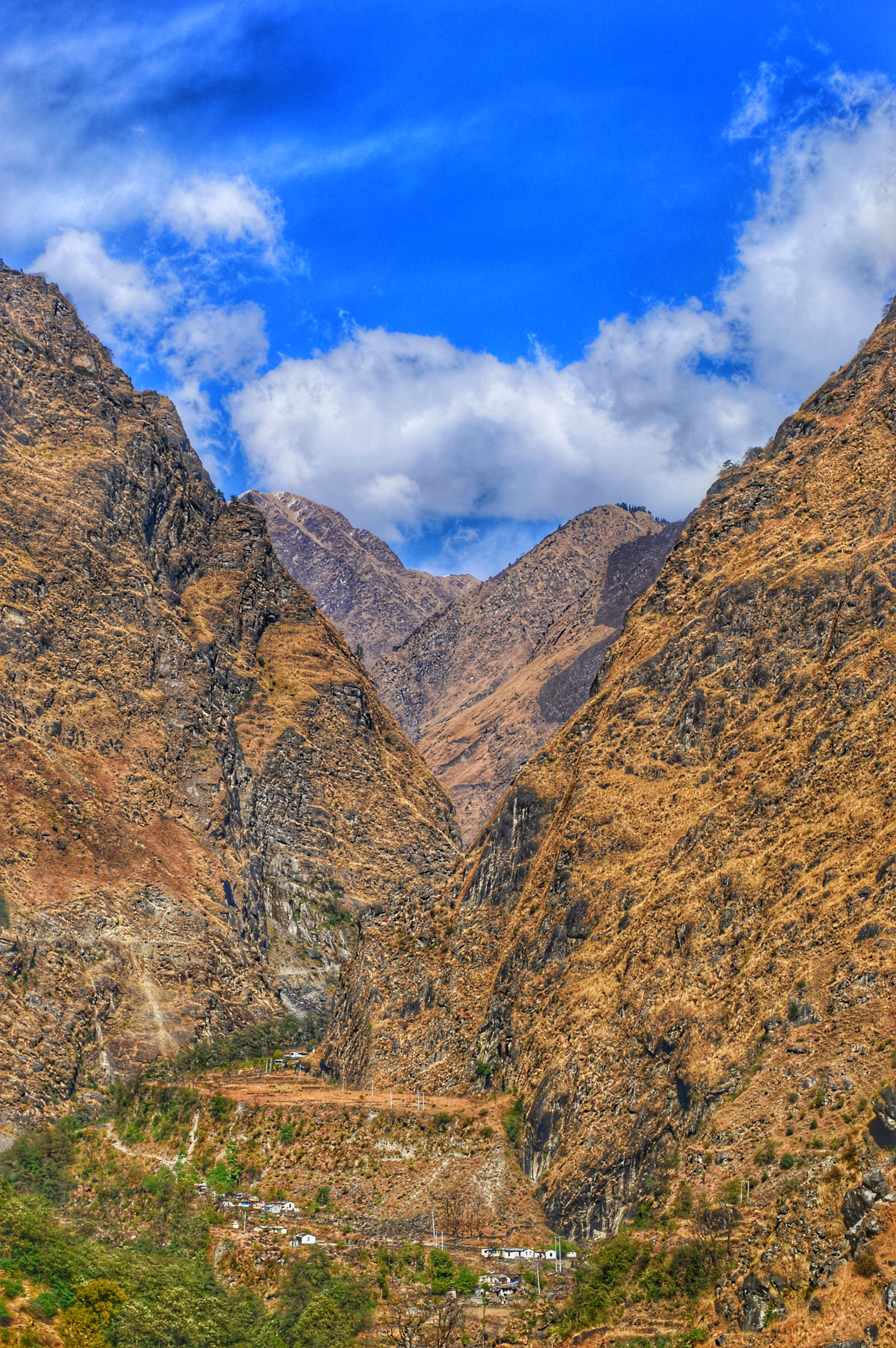
卡利甘达基峡谷

卡利甘达基峡谷（Kali Gandaki Gorge）或安达加尔奇（Andha Galchi）是尼泊尔喜马拉雅山脉卡利甘达基河上的峡谷。据一些资料显示，它可能是世界上最深的峡谷之一。
峡谷的上段也被称为塔克河谷（Thak Khola），得名于通过跨喜马拉雅贸易而繁荣起来的当地塔卡利人。从地质学角度来看，该峡谷位于一个构造地堑内。

## 背景
这个峡谷将道拉吉里峰的主峰（海拔8,167米或26,795英尺）和安纳布尔纳（海拔8,091米或26,545英尺），前者位于西部，后者位于东侧。道拉吉里峰和安纳布尔纳一号峰之间的河流（距图库切下游约7 km或4.3 mi）海拔高度为2,520米（8,270英尺），比安纳布尔纳一号峰低了5,571米（18,278英尺）由于构造活动使山体不断抬升，河流在此过程中切断了隆起地层。这一地区以发现沙利克拉姆化石而闻名，印度教徒将其视为毗湿奴五种无生命形态之一，予以崇敬。
卡利甘达基河源头位于靠近西藏边界处，恰好恒河—布拉马普特拉河（雅鲁藏布江）的分水岭重合。河流向南流经古老的木斯塘王国。它穿过木斯塘首都洛曼塘洛曼塘以南的一段陡峭深谷，然后在接近卡格贝尼时变得开阔，此处高耸的喜马拉雅山脉开始逐渐逼近。河流继续向南流经Jomsom、Marpha和Tukuche，抵达峡谷最深处，位于Tukuche以南约7公里（4.3英里）的Lete地区。之后，峡谷在Dana和Tatopani一带逐渐变宽，最终延伸至Beni 。
卡利甘达基大峡谷几个世纪以来一直被用作印度与西藏之间的贸易通道。如今，它是从博卡拉通往穆克提纳特的一条热门徒步路线的一部分，属于安纳布尔纳环线的一段。该峡谷位于安纳布尔纳峰保护区内。

卡利甘达基大峡谷源头的山口，在19世纪被称为“科雷拉（Kore La）”，其现代名称尚不确定。以下是探险家斯文·赫定在1904年探访卡利甘达基河源头时的记录。他指出，这个山口只比藏布（雅鲁藏布江）南岸高出96米（315英尺），而那条河流在几公里外的西藏境内宁静地流淌着：
我们站在西藏与尼泊尔的边境线上。我们身后北边，是在雅鲁藏布江南岸的平坦地带。我们从河边上升了仅315英尺（96米），来到科雷拉山口，这里的海拔是15,292英尺，即4,662米。而从这个山口开始，则是一段陡峭的下坡路，通向恒河支流卡利甘达基河。如果在科雷拉山口开凿一条运河，就有可能把雅鲁藏布江的水引入恒河流域。北印度迫切需要灌溉用水，但这种‘收益’可能微乎其微，因为雅鲁藏布江在阿萨姆邦的流量减少，和恒河流量的增加大致相当。这样做也将打开西藏的大门，同时也为自北方向印度发动入侵开辟了一条新通道。因此，综合来看，也许对各方来说，维持现状是最好的选择。然而，这里所描述的变化终将自然而然地发生，无需人为干预。因为卡利甘达基河的‘触角’正比雅鲁藏布江更快地向北侵蚀山体。也许在十万年之后，恒河水系的‘触角’会延伸至雅鲁藏布江的河岸，届时将形成一处分水点。随着时间的推移，这将彻底改变这两大河流及其流域的格局。